# Educación en valores
La educación en valores es el proceso en virtud del cual las personas incorporan normas éticas en su aprendizaje habitual.  Puede ser implementado a través de una actividad que tenga lugar en cualquier organización de enseñanza formal o no formal, donde las personas reciben pautas morales para una convivencia orientada en principios y valores humanos.
La Educación en valores se basa en la experiencia individual y colectiva, para evaluar la eficacia de determinados comportamientos asociados con el bienestar y la reflexión. El objetivo es proporcionar una formación integral, vertebrada en la armonía (propiedad esencial de toda verdadera educación).

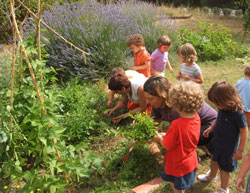
Escuelas verdes: Educación en valores a nivel de la comunidad.

La misma puede tener lugar en el hogar, así como en las escuelas, los colegios, las universidades, las cárceles, y otras organizaciones de diversa índole.                                                    
Hay dos enfoques principales para esta concepción pedagógica: algunos lo ven como una forma posible de inculcar o transmitir una serie de valores que a menudo provienen de reglas sociales, religiosas, éticas o culturales; otros lo conciben como una especie de diálogo socrático, donde las personas internalizan en forma gradual, la propia comprensión de lo que es la buena conducta para ellos y su comunidad.

## Definiciones

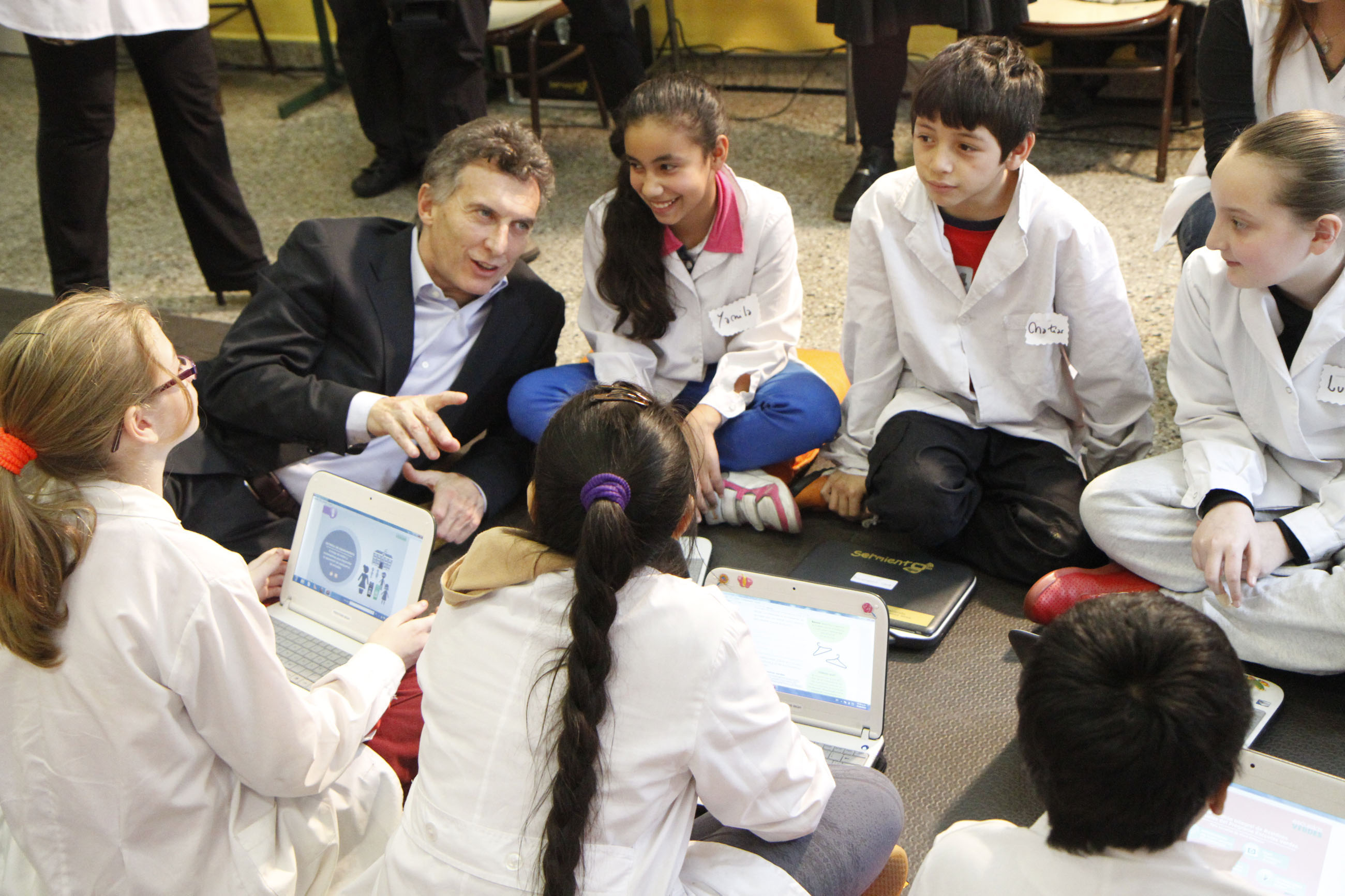
Mauricio Macri, jefe del Gobierno porteño, visitando el 15 de agosto de 2012 la escuela verde República de Chile, ubicada en el barrio de La Boca, donde los alumnos desarrollan tareas activas en favor del medioambiente.

Existe intensa investigación sobre los resultados de inculcar valores a nivel del aula, si bien algunos teóricos en el tema sostienen que se necesita trabajar profundamente en la estimación de dichos productos de estudio.
Una primera aproximación a la educación en valores refiere a ésta como el proceso en el que los jóvenes se inician en el conocimiento de las reglas necesarias para aprender a relacionarse con otras personas, procediendo con este fin a través de la conceptualización curricular. Del mismo modo, mediante la educación moral de los individuos, se apela a investigar el concepto de educación para la ciudadanía.
Algunos temas que propone la educación en valores son el desarrollo social, personal y cultural. Esto guarda estrecha relación con el hecho de que las personas denotan y expresan interpretaciones subjetivas, vinculadas con la forma en que se actúa en una cultura y en contexto histórico determinado. De esta manera, surgen aquellos valores que se denominan, "valores universales", los cuales adquieren significado y son un constituyente esencial de la vida humana.
Algunos autores como Frisancho (2001), sostienen que los valores son "anteojos" desde los cuales se puede entender la realidad y,  por ende, actuar en función de ella.
Los valores terminan siendo normas de vida, donde se involucran sentimientos y creencias relacionadas con el respeto por la vida y la dignidad de las personas. 
Hay una distinción entre la educación en valores explícitos y la educación en valores implícitos
La educación en valores explícitos se asocia con aquellas pedagogías, métodos y programas que los profesores o educadores utilizan con el fin de crear experiencias de aprendizaje en los estudiantes a la hora de valorar preguntas y cuestiones.
Otra definición de la educación en valores es "aprender acerca de uno mismo y la sabiduría de la vida" en una exploración que podría catalogarse de Introspección, de manera sistemática y científica a través de la educación formal.

## Marco conceptual
La educación moral, al igual que las normas socio-jurídicas, tienen el objetivo de colaborar en un comportamiento ligado a la responsabilidad. Sin embargo no todas las costumbres conducen a un comportamiento responsable. La educación en valores puede contribuir a determinar en el trabajo en equipo con los estudiantes, cuáles son los principios morales que regulan el comportamiento de los individuos, y que están enfocados en lograr una mejor convivencia.
Las técnicas de discusión, intercambio y reflexión, son ampliamente utilizadas para transmitir principios éticos a nivel de aula entre los estudiantes, proponiendo tópicos de actualidad que inviten a evaluar opiniones y contrastar puntos de vista.
El psicólogo norteamericano Lawrence Kohlberg que se especializó en la investigación sobre la educación moral y el razonamiento y conocido por su teoría de las etapas de desarrollo moral, sostiene la idea de que en los niños es necesario fomentar el debate abierto acerca de temas que generen conflicto (o no), a fin de estimular el desarrollo del razonamiento ético.
Algunos afirman que vivimos en una sociedad sin valores; otros que han aparecido nuevos valores asociados al nuevo paradigma socioeconómico y cultural; también hay quien dice que el problema está en la existencia de multivariedad de valores, lo que produce confusión y desorientación en la actuación y valoración de los seres humanos. Quizás esté ocurriendo todo ello, valdría la pena abordar el asunto teniendo en cuenta que en todas las sociedades y en las diferentes épocas las personas como guía han tenido que enfrentar sus propios retos de desarrollo, ¿por qué no podría hacerse ante el acelerado desarrollo científico-tecnológico y la globalización del mundo actual?

## Características
De acuerdo al marco teórico descrito, la educación en valores se centra en establecer una perspectiva referida a la acción pedagógica. Un ambiente pedagógico donde el aprendizaje vaya a las raíces mismas del comportamiento del alumno, ya que de lo que se trata es de:
- educar, formar, no sólo instruir.
- reconocer que el crecimiento de una persona autónoma y responsable en el plano moral es prioritario;
- lograr que la formación del carácter preceda a la instrucción;
- ayudarles a superar sus problemas afectivos;
- sostenerles en la resolución de sus problemas familiares y sociales;
- equiparles con los medios necesarios para regir sus males espirituales;
- acompañarles en la larga conquista de la autonomía y responsabilidad en estos tiempos de crisis de la evolución humana.[25]

No concibiéndose como una negación de los valores como objetivos o ideales, sino que se centra en la premisa de que es la misma persona la que va autoconstruyendo su aprendizaje a través de la interacción social donde asimila valores, desecha antivalores y reorganiza en forma jerárquica su propia normativa o escala de valores.